# Screen Actors Guild Award
De Screen Actors Guild Award is een film- en televisieprijs voor acteurs die jaarlijks uitgereikt wordt door leden van de Amerikaanse acteursvakbond SAG-AFTRA. De prijs werd in eerste instantie uitgereikt door het Screen Actors Guild, na de fusie van deze bond met AFTRA in 2012 bleef de naam van de prijs ongewijzigd.
De nominaties worden aangeduid door twee groepen van ieder 2500 willekeurig gekozen leden, een voor film en een voor televisie, die ieder jaar opnieuw worden geselecteerd. De winnaars worden verkozen door alle leden van de vakbond.
Recordhouders zijn Julianna Margulies met acht gewonnen prijzen bij de vrouwelijke acteurs en Alec Baldwin en Anthony Edwards met zes gewonnen prijzen bij de mannelijke acteurs.

## Prijzen

### Filmprijzen
- Uitstekende prestatie door een cast in een film
- Uitstekende prestatie door een mannelijke acteur in een hoofdrol
- Uitstekende prestatie door een vrouwelijke acteur in een hoofdrol
- Uitstekende prestatie door een mannelijke acteur in een bijrol
- Uitstekende prestatie door een vrouwelijke acteur in een bijrol
- Uitstekende prestatie door een stuntteam in een film

### Televisieprijzen
- Uitstekende prestatie door een ensemble in een dramaserie
- Uitstekende prestatie door een mannelijke acteur in een dramaserie
- Uitstekende prestatie door een vrouwelijke acteur in een dramaserie
- Uitstekende prestatie door een ensemble in een komedieserie
- Uitstekende prestatie door een mannelijke acteur in een komedieserie
- Uitstekende prestatie door een vrouwelijke acteur in een komedieserie
- Uitstekende prestatie door een mannelijke acteur in een miniserie of televisiefilm
- Uitstekende prestatie door een vrouwelijke acteur in een miniserie of televisiefilm
- Uitstekende prestatie door een stuntteam in een televisieserie

### Oeuvreprijs
- Screen Actors Guild Life Achievement Award